# Яблунів (Черкаський район)
Я́блунів (варіант — «Яблонов») — село в Україні,  у Черкаському районі Черкаської області, підпорядковане Канівській міській громаді. Населення становить 483 осіб.

## Історія
Назва достеменно походить не від дерева Яблуня, а від польського князівського роду Яблоновських (які і в українській мові пишуться через «О» із наголосом на друге «о» — Яблоновські, але аж ніяк не Яблунівські), тому правильніша назва села українською мовою має бути Яблонов.
Про рід Яблоновських відомо багато, у гербовнику Російської імперії є їх герб (родини Прус), вони завжди були присутні в книгах почесних громадян Подольської та Київської губерній. Родовими маєтками їх різних гілок були десятки українських та польських сіл, містечок і навіть міст, особливо на Брацлавщині (суч. Вінницька та Хмельницька області), а також містечко Стеблів Черкаської області.
Опис села залишив Лаврентій Похилевич, (ре-принтне видання 1864):
| В 17 веке село принадлежало князьям Яблоновским, в 18 веке - к имению князя Станислава Понятовского (королевского родственника), в начале 19 века - киевскому губернатору Беклешову, потом - Анне Турчаниновой, после - бывшему Киевскому вице-губернатору князу Кудашову (похоронен в Печерской Лавре), а у него в 1840 году куплено Евстафием Янковским. По силе же выкупного договора 1863 года крестьяне приобрели в собственность 670 десятин земли за 31955 руб. Первая церковь здесь, по указанию визиты Мошенского деканата за 1789 год - во Имя Рождества Пресвятой Девы, заложена в 1748 году и освящена Каневским деканом Василием Андриевским спустя 8 лет (т.е. в 1756) Первым при ней священником был Афанасий, упорный в еретическом единении с латинской церковью (униат). За это жители во время последнего восстания против поляков, замучили его и бросили тело в яму близ винокурни, которая была приготовлена для сохранения зернового хлеба. Означенная церковь была небольшая, потому жителижители, решившиеся строить новую и на новом возвышенном месте, продали старую в село Березняги (также владение Евстафия Янковского). Нынешняя церковь построена из дубового дерева в 1786 году иждивением прихожанина Ивана Череваня. По штатам - к 5 классу". |

### ХХ століття
З 1917 — у складі УНР. З 1921 остаточно окуповано російськими комуністичними загонами, які практикували у селі терор. 1929 більшовики вдалися до депортацій та інших репресій проти незалежних господарників, а 1932 організували у селі голод, яким убили десятки людей, переважно старшого віку та дітей.
Восени 2014 на честь убитих комуністами односельців встановлено пам'ятний хрест.

## Населення

### Мова
Розподіл населення за рідною мовою за даними Всеукраїнського перепису населення:
| Мова       | Кількість | Відсоток |
| ---------- | --------- | -------- |
| українська | 466       | 96.48%   |
| російська  | 15        | 3.11%    |
| білоруська | 2         | 0.41%    |
| Усього     | 483       | 100%     |

## Відомі люди
В селі народилися:
- Журавель Володимир Кузьмич (нар. 1930) — український живописець.
- Журавель Михайло Семенович (1904-1987) — селекціонер винограду.
- Зорін Іван Митрофанович (* 22 вересня 1919 — † 30 листопада 2004) — Герой Радянського Союзу[3];
- Курило Володимир Іванович — доктор юридичних наук, професор, академік Академії наук вищої освіти України, заслужений юрист України;
- Підгайний Леонід Єрофійович (1899-1950) — письменник, літературознавець;
- Туз Данило Андрійович (* 15 лютого 1902 — † 14 березня 1979) — Контр-адмірал[4];